# Декларация Франции об объявлении войны Германии (1939)

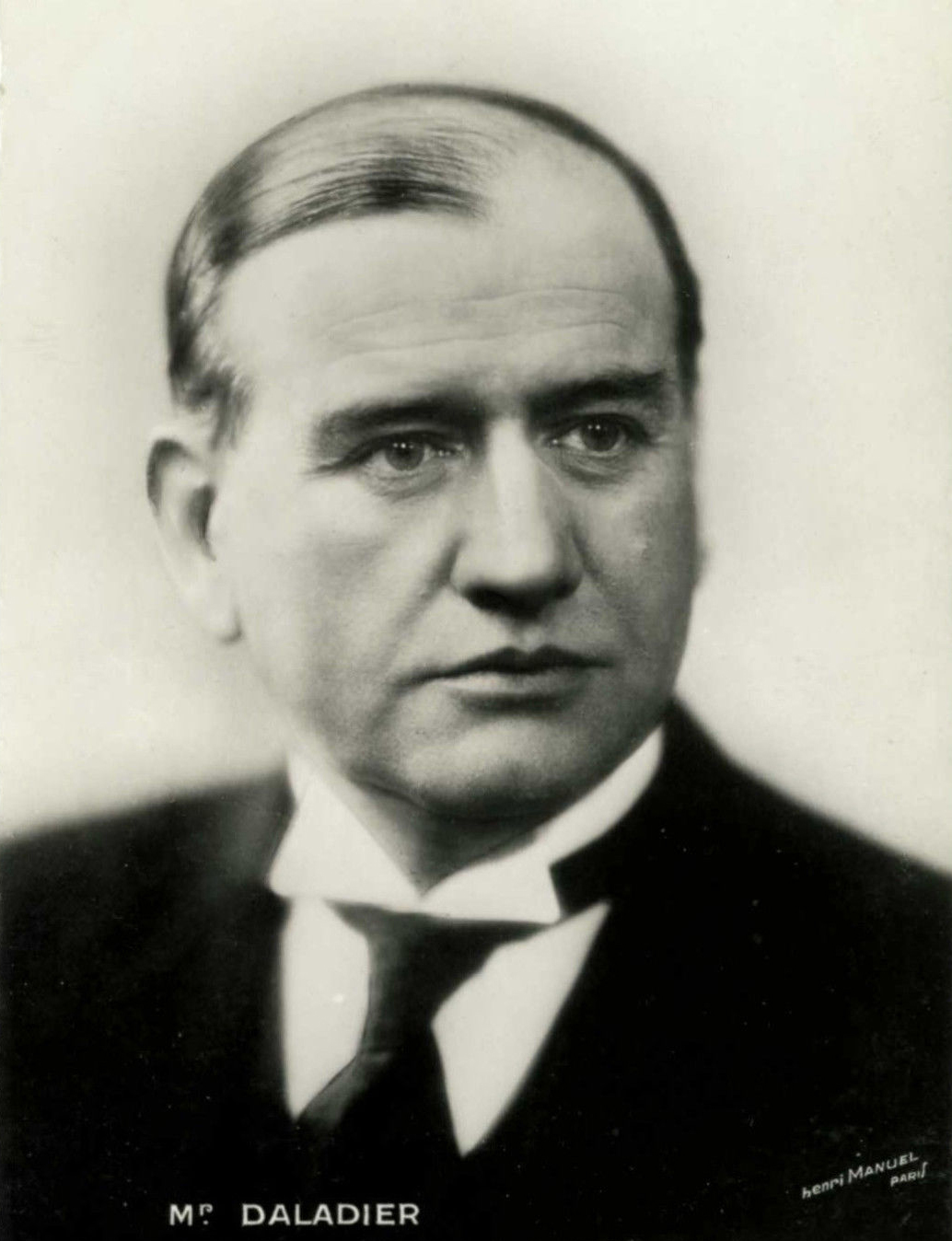
Премьер-министр Франции Эдуар Даладье

Франция объявила о состоянии войны с Германией в 17:00 вечера по западноевропейскому времени 3 сентября 1939 года, двое суток спустя после немецкого вторжения в Польшу. Это произошло после истечения ультиматума, накануне предъявленного правительству Германии в полдень. В этот же день, шестью часами ранее Великобритания первой заявила о наличии состояния войны с Германией.
Основанием для его появления стали военные конвенции, принятые в рамках франко-польского договора 1921 года, согласно которым Французская республика обязалась помочь Польской Республике в случае агрессии против обеих или одной из сторон. Положения военной конвенции были ратифицированы Францией 4 сентября 1939 года, на четвёртые сутки нападения Германии на Польшу.

## Текст обращения

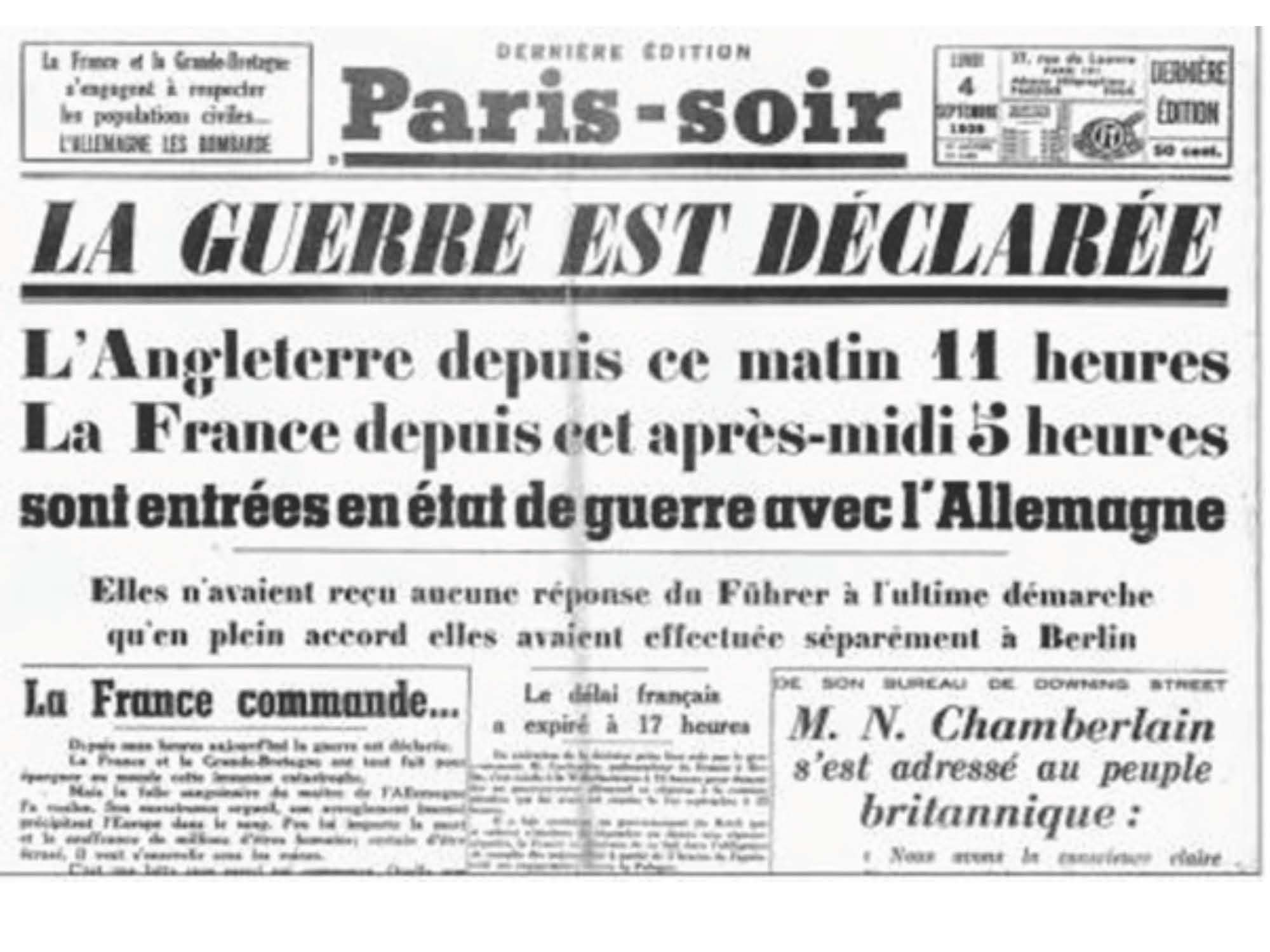
Первая страница газеты Paris-soir с сообщением о появлении состояния войны с Германией 3 сентября 1939 года.

По истечении срока ультиматума с радиообращением к французскому народу в 20:30 по западноевропейскому времени выступил премьер-министр Эдуар Даладье. Тем же вечером сообщение об объявлении войны Германии были напечатаны на первых полосах всех французских газет.
Французы и француженки!

С рассвета 1 сентября Польша стала жертвой самой жестокой и циничной агрессии. Её границы нарушены. Её города бомбят. Её армия героически сопротивляется захватчику.

Ответственность за проливаемую кровь полностью ложится на правительство Гитлера. Судьба мира была в его руках. Он предпочёл войну. Франция и Англия приложили все усилия для сохранения мира. Сегодня утром они вновь настойчиво обратились к Берлину, направив правительству Германии последний призыв к разуму и потребовали прекратить военные действия и начать мирные переговоры.

Германия встретила нас отказом. Она уже отказалась отвечать всем людям доброй воли, чей голос поднимался в последнее время за установление мирной жизни на всей планете. А поэтому она желает уничтожить Польшу, чтобы иметь возможность быстро завоевать господство в Европе и поработить Францию.

Вставая против этой ужаснейшей тирании, сдерживая своё слово, мы будем сражаться, чтобы защитить нашу землю, наши дома, наши свободы. Я осознаю, что до последней минуты неустанно буду бороться с военной агрессией.

С волнением и любовью я горячо приветствую наших молодых парней, которые теперь отправятся выполнять свой священный долг, который мы сами выполнили. Они могут верить в своих командиров, достойных тех, кто ранее привёл Францию к победе.

Дело Франции — правое дело. Это дело всех мирных и свободных народов. Оно принесёт нам победу.

Французы и француженки!

Мы вступаем в войну, потому что она навязана нам. Каждый из нас сейчас находится на своём посту, на французской земле, на этой свободной земле, где уважение человеческого достоинства находит одно из своих последних убежищ. В глубоком чувстве единства и братства вы оцените все наши усилия по спасению родины.

Да здравствует Франция!

— Премьер-министр Французской республики Эдуар Даладье
.